# Zands
|  | Per a altres significats, vegeu «dinastia Zand». |

Els zands foren una tribu de l'Iran que vivia a la part oriental de les muntanyes Zagros, probablement part del grup lakk dins del poble lur, encara que també és reclamada com a parcialment kurda. Els seus centres eren Kamazan i Pari, prop de Malayir. Les tribus de l'est dels Zagros foren atacades per Nadir Shah el 1732; milers de bakhtiyaris i una part dels zands foren deportats al nord del Khurasan i no pogueren retornar fins a la mort de Nadir el 1747. Els bakhtiyaris tenien com a cap aleshores a Ali Mardan Khan i els zands, Muhammad Karim Khan. Aquest darrer va fundar la dinastia Zand de Pèrsia.